# 이공주 (고려)
이공주(李公柱, ?~?)는 고려 후기의 무신이다. 본관은 신평이다.

## 생애
본래 최충헌, 최우의 가노였으나 1249년 최우가 죽자 최항을 섬겼다.
최씨 정권 기간에는 전전승지(殿前承旨)에서 시작해 최항 집권기에 별장, 최의 집권기에 낭장을 지냈다.
이후 김준, 차송우, 박송비, 류경, 임연 등과 함께 집권자 최의를 죽이고 최씨정권을 무너뜨렸다.
1258년에는 위사공신이 되었다.
원종 대에는 장군을 지냈다.

## 이공주가 등장한 작품
- 《무신》(MBC, 2012년, 배우:박상욱)